# Roasjö församling
Roasjö församling var en församling i Göteborgs stift och i Svenljunga kommun. Församlingen uppgick 2006 i Sexdrega församling.

## Administrativ historik
Församlingen har medeltida ursprung.
Församlingen var till 2006 annexförsamling i pastoratet Sexdrega, Roasjö, Ljushult och Hillared. Församlingen uppgick 2006 i Sexdrega församling.

## Kyrkor
- Roasjö kyrka